# Kasepuhan
Los kasepuhan son un grupo étnico de las aproximadamente 5300 personas, que viven en el sur de parque nacional Gunung Halimun, en la provincia de Java de Oeste, Indonesia. El parque nacional Gunung Halimun es localizado dentro de las fronteras de kabupaten Sukabumi, Bogor y Banten.
Según la información oral, los kasepuhan han vivido en esta área durante aproximadamente 570 años. Alrededor del año 1430, los antepasados de los  kasepuhan todavía vivían en el área de Bogor, al este de Gunung Halimun. Entonces, había también varios reinos Pajajaran en Java de Oeste, por ejemplo en Banten, pero también en Bogor.
La gente del Pajajaran también siguió el hinduismo como su religión principal, pero combinó este con animismo y tradiciones Sunda. La gente del Kasepuhan afirma que ellos son genéticamente unidos con los Badui, que es un otro grupo tradicional en Java de Oeste. Hoy día, los kasepuhan son bajo la influencia del Islam, pero ellos no siguen estrictamente todas las reglas de esta religión. Como sus antepasados, ellos han combinado varias tradiciones y religiones con su propia tradición kasepuhan; es decir ellos son bajo la influencia de Islam, tradiciones de Sunda, tradiciones de Pajajaran y así hinduismo, y también animismo.
La manera más importante de la subsistencia para los kasepuhan es la agricultura, que puede dividirse en tres categorías: sawah (cultivación de arroz mojada), ladang (secan la cultivación de arroz), y kebun (jardines en campos horizontales). Aproximadamente 85 % de la tierra agrícola Kasepuhan es sawah, 10 % consiste en ladang, y 5 % kebun.